# Landratswahlen in Sachsen 2015
Landratswahlen in Sachsen fanden am 7. Juni 2015 in allen zehn Landkreisen statt. In allen Landkreisen wurden die CDU-Bewerber im ersten Wahlgang gewählt. Die Amtsperiode für Landräte in Sachsen betrug sieben Jahre.

## Wahlsystem
Im ersten Wahlgang ist der Kandidat gewählt, der die absolute Mehrheit, das heißt mehr als die Hälfte der Stimmen, erreicht. Erzielt keiner der Kandidaten diese Stimmenzahl, wird ein zweiter Wahlgang nötig. In diesem ist die relative Mehrheit ausreichend, das bedeutet, dass derjenige gewählt ist, der die meisten Stimmen erhalten hat. Bewerber aus dem ersten Wahlgang können im zweiten Wahlgang erneut antreten oder zurückziehen.
Wahlberechtigt sind alle Einwohner, die seit mindestens drei Monaten im jeweiligen Landkreis wohnen und das 18. Lebensjahr vollendet haben.
Passiv wahlberechtigt sind Staatsangehörige eines Mitgliedsstaates der Europäischen Union, die das 27. nicht jedoch das 65. Lebensjahr vollendet haben.
Nach der Revision der Rechtslage, die 2014 gültig wurde und 2015 erstmals zur Anwendung kam, war es nicht mehr möglich erst nach dem ersten Wahlgang seine Bewerbung für das Wahlamt abzugeben und somit nur im zweiten Wahlgang anzutreten.

## Ausgangslage
Bei den letzten Landratswahlen 2008 gewann die CDU alle zehn Landratsmandate. Die Partei stellte auch seit der Wiedergründung des Landes Sachsen 1990 fast alle Landräte.
Im Erzgebirgskreis und den Landkreisen Zwickau, Bautzen, Görlitz, Meißen und Sächsische Schweiz-Osterzgebirge traten die Amtsinhaber erneut an. Im Vogtlandkreis und den Landkreisen Nordsachsen und Leipzig war eine Wiederwahl aus Altersgründen ausgeschlossen.
Zeitgleich mit den Landratswahlen fand auch die Oberbürgermeisterwahl in Dresden 2015 statt. Dort wurde allerdings am 15. Juli ein zweiter Wahlgang nötig. In den drei kreisfreien Städten Dresden, Leipzig und Chemnitz finden keine Landratswahlen statt.

## Wahlergebnisse
In allen zehn Landkreisen wurde bereits im ersten Wahlgang ein Landrat gewählt. Insgesamt traten 33 Sachsen zur Wahl an; darunter 31 Männer und 2 Frauen. 2.309.210 Personen waren zur Wahl aufgerufen. In den folgenden Ergebnislisten finden ungültige Stimmen keine Berücksichtigung.

### Vogtlandkreis

(Relative) Stimmenmehrheit nach Gemeinden im Vogtlandkreis
Keil 40–50 %
Keil 50–60 %
Keil 60–70 %
Keil 70–80 %
Keil 80–90 %

Rolf Keil (CDU) wurde mit 56,5 % der Stimmen zum Nachfolger von Tassilo Lenk (CDU) gewählt. Wahlberechtigt waren 198.348 Vogtländer.
| Kandidat               | Stimmen (absolut) | Stimmen (%) | Politische Unterstützung |
| ---------------------- | ----------------- | ----------- | ------------------------ |
| Rolf Keil              | 37.919            | 56,5        | CDU                      |
| Michael Schiebold      | 14.663            | 21,9        | Linke                    |
| Gunnar Gemeinhardt     | 14.499            | 21,6        | Einzelbewerber           |
| Wähler/Wahlbeteiligung | 68.977            | 34,6        |                          |
| Gültige Stimmen        | 67.081            | 97,7        |                          |
| Ungültige Stimmen      | 1.596             | 2,3         |                          |

### Erzgebirgskreis

(Relative) Stimmenmehrheit nach Gemeinden im Erzgebirgskreis
Vogel 40–50 %
Vogel 50–60 %
Vogel 60–70 %
Vogel 70–80 %

Landrat Frank Heinz Vogel wurde mit 58,7 % der Stimmen im Amt bestätigt. Wahlberechtigt waren 295.789 Erzgebirger.
| Kandidat               | Stimmen (absolut) | Stimmen (%) | Politische Unterstützung |
| ---------------------- | ----------------- | ----------- | ------------------------ |
| Frank Heinz Vogel      | 72.523            | 58,7        | CDU                      |
| Antje Feiks            | 23.489            | 19,0        | Die Linke                |
| Ronny Kienert          | 12.688            | 10,3        | SPD                      |
| Rico George            | 9.088             | 7,3         | NPD                      |
| Michael Weichert       | 5.852             | 4,7         | Grüne                    |
| Wähler/Wahlbeteiligung | 127.073           | 43,0        |                          |
| Gültige Stimmen        | 123.649           | 97,3        |                          |
| Ungültige Stimmen      | 3.424             | 2,7         |                          |

### Landkreis Zwickau

Stimmenmehrheit nach Gemeinden im Landkreis Zwickau
Scheurer 50–60 %
Scheurer 60–70 %
Scheurer 70–80 %

Landrat Christoph Scheurer (CDU) wurde mit 60,8 % der Stimmen im Amt bestätigt. Wahlberechtigt waren 276.473 Bürger.
| Kandidat               | Stimmen (absolut) | Stimmen (%) | Politische Unterstützung |
| ---------------------- | ----------------- | ----------- | ------------------------ |
| Christoph Scheurer     | 56.709            | 60,8        | CDU                      |
| Sandro Tröger          | 26.107            | 28,0        | Linke                    |
| Christoph Klostermann  | 10.506            | 11,3        | FDP                      |
| Wähler/Wahlbeteiligung | 96.521            | 34,9        |                          |
| Gültige Stimmen        | 93.322            | 96,7        |                          |
| Ungültige Stimmen      | 3.199             | 3,3         |                          |

### Landkreis Mittelsachsen

Stimmenmehrheit nach Gemeinden im Landkreis Mittelsachsen
Damm 50–60 %
Damm 60–70 %
Damm 70–80 %
Tändler-Walenta 50–60 %

Matthias Damm (CDU) wurde mit 65,7 % zum Nachfolger Volker Uhligs (CDU) gewählt. Wahlberechtigt waren 263.327 Bürger.
| Kandidat               | Stimmen (absolut) | Stimmen (%) | Politische Unterstützung |
| ---------------------- | ----------------- | ----------- | ------------------------ |
| Matthias Damm          | 69.880            | 65,7        | CDU                      |
| Marika Tändler-Walenta | 36.414            | 34,3        | Linke                    |
| Wähler/Wahlbeteiligung | 110.713           | 42,0        |                          |
| Gültige Stimmen        | 106.294           | 96,0        |                          |
| Ungültige Stimmen      | 4.419             | 4,0         |                          |

### Landkreis Leipzig

(Relative) Stimmenmehrheit nach Gemeinden im Landkreis Leipzig
Graichen 40–50 %
Graichen 50–60 %
Graichen 60–70 %
Graichen 70–80 %
Graichen 80–90 %

Henry Graichen (CDU) wurde mit 64,3 % zum Nachfolger von Gerhard Gey (CDU) gewählt. Wahlberechtigt waren 217.762 Bürger.
| Kandidat               | Stimmen (absolut) | Stimmen (%) | Politische Unterstützung |
| ---------------------- | ----------------- | ----------- | ------------------------ |
| Henry Graichen         | 53.726            | 64,3        | CDU                      |
| Enrico Stange          | 14.663            | 17,5        | Linke                    |
| Jörg Weise             | 9.740             | 11,7        | SPD                      |
| Alexander Schmidt      | 5.439             | 6,5         | Grüne                    |
| Wähler/Wahlbeteiligung | 86.282            | 39,6        |                          |
| Gültige Stimmen        | 83.568            | 96,9        |                          |
| Ungültige Stimmen      | 2.714             | 3,1         |                          |

### Landkreis Nordsachsen

(Relative) Stimmenmehrheit nach Gemeinden im Landkreis Nordsachsen
Emanuel 40–50 %
Emanuel 50–60 %
Emanuel 60–70 %

Kai Emanuel (parteilos, für CDU) wurde mit 51,7 % zum Nachfolger von Michael Czupalla (CDU) gewählt. Wahlberechtigt waren 166.894 Bürger.
| Kandidat               | Stimmen (absolut) | Stimmen (%) | Politische Unterstützung |
| ---------------------- | ----------------- | ----------- | ------------------------ |
| Kai Emanuel            | 29.320            | 51,7        | CDU                      |
| Lars Menzel            | 10.310            | 18,2        | SPD                      |
| Peter Hettlich         | 9.605             | 16,9        | Grüne; Linke             |
| Jörg Döring            | 2.434             | 4,3         | FDP                      |
| Ralph Olenizak         | 5.037             | 8,9         | AfD                      |
| Wähler/Wahlbeteiligung | 58.025            | 34,8        |                          |
| Gültige Stimmen        | 56.706            | 97,7        |                          |
| Ungültige Stimmen      | 1.319             | 2,3         |                          |

### Landkreis Meißen

(Relative) Stimmenmehrheit nach Gemeinden im Landkreis Meißen
Steinbach 40–50 %
Steinbach 50–60 %
Steinbach 60–70 %
Steinbach 70–80 %

Landrat Arndt Steinbach wurde mit 60,2 % der Stimmen im Amt bestätigt. Wahlberechtigt waren 205.166 Bürger.
| Kandidat               | Stimmen (absolut) | Stimmen (%) | Politische Unterstützung   |
| ---------------------- | ----------------- | ----------- | -------------------------- |
| Arndt Steinbach        | 44.219            | 60,2        | CDU                        |
| Thomas Gey             | 16.935            | 23,0        | SPD; Linke; Grüne; Piraten |
| Andreas Franzke        | 12.325            | 16,8        | FW                         |
| Wähler/Wahlbeteiligung | 75.548            | 36,8        |                            |
| Gültige Stimmen        | 73.479            | 97,3        |                            |
| Ungültige Stimmen      | 2.069             | 2,7         |                            |

### Landkreis Sächsische Schweiz-Osterzgebirge

(Relative) Stimmenmehrheit nach Gemeinden im Landkreis Sächsische Schweiz-Osterzgebirge
Geisler 40–50 %
Geisler 50–60 %
Geisler 60–70 %

Landrat Michael Geisler wurde mit 56,4 % der Stimmen im Amt bestätigt. Wahlberechtigt waren 205.972 Bürger.
| Kandidat               | Stimmen (absolut) | Stimmen (relativ) | Politische Unterstützung |
| ---------------------- | ----------------- | ----------------- | ------------------------ |
| Michael Geisler        | 48.869            | 56,4              | CDU                      |
| Lutz Richter           | 19.988            | 23,1              | Linke; SPD; Grüne        |
| Olaf Rose              | 9.195             | 10,6              | NPD                      |
| Nicos Chawales         | 8.605             | 9,9               | Einzelbewerber           |
| Wähler/Wahlbeteiligung | 88.447            | 42,9              |                          |
| Gültige Stimmen        | 86.659            | 98,0              |                          |
| Ungültige Stimmen      | 1.788             | 2,0               |                          |

### Landkreis Bautzen

Stimmenmehrheit nach Gemeinden im Landkreis Bautzen
Harig 50–60 %
Harig 60–70 %
Harig 70–80 %
Harig 80–90 %

Landrat Michael Rainer Harig wurde mit 72,4 % der Stimmen im Amt bestätigt. Wahlberechtigt waren 257.991 Bürger.
| Kandidat               | Stimmen (absolut) | Stimmen (%) | Politische Unterstützung |
| ---------------------- | ----------------- | ----------- | ------------------------ |
| Michael Rainer Harig   | 71.111            | 72,4        | CDU                      |
| Jens Bitzka            | 27.106            | 27,6        | Grüne                    |
| Wähler/Wahlbeteiligung | 103.107           | 40,0        |                          |
| Gültige Stimmen        | 98.217            | 95,3        |                          |
| Ungültige Stimmen      | 4.890             | 4,7         |                          |

### Landkreis Görlitz

Stimmenmehrheit nach Gemeinden im Landkreis Görlitz
Lange 50–60 %
Lange 60–70 %
Lange 70–80 %
Lange 80–90 %

Landrat Bernd Fritz Lange wurde mit 73,0 % der Stimmen im Amt bestätigt. Wahlberechtigt waren 221.488 Bürger.
| Kandidat               | Stimmen (absolut) | Stimmen (%) | Politische Unterstützung |
| ---------------------- | ----------------- | ----------- | ------------------------ |
| Bernd Fritz Lange      | 56.743            | 73,0        | CDU                      |
| Mirko Steffen Schultze | 20.957            | 27,0        | Linke                    |
| Wähler/Wahlbeteiligung | 81.060            | 36,6        |                          |
| Gültige Stimmen        | 77.697            | 95,9        |                          |
| Ungültige Stimmen      | 3.363             | 4,1         |                          |